# Sedenia mesochorda
Sedenia mesochorda là một loài bướm đêm trong họ Crambidae.